# Twin Forks
Twin Forks è un census-designated place (CDP) degli Stati Uniti d'America della contea di Otero nello Stato del Nuovo Messico. La popolazione era di 196 abitanti al censimento del 2010. La U.S. Route 82 passa attraverso la comunità.

## Geografia fisica
Secondo lo United States Census Bureau, il CDP ha una superficie totale di 10,69 km², dei quali 10,69 km² di territorio e 0 km² di acque interne (0,02% del totale).

## Società

### Evoluzione demografica
Secondo il censimento del 2010, la popolazione era di 196 abitanti.

### Etnie e minoranze straniere
Secondo il censimento del 2010, la composizione etnica del CDP era formata dal 96,43% di bianchi, lo 0% di afroamericani, lo 0,51% di nativi americani, lo 0% di asiatici, lo 0% di oceanici, l'1,02% di altre razze, e il 2,04% di due o più etnie. Ispanici o latinos di qualunque razza erano il 6,63% della popolazione.